# Lotnisko Wiener Neustadt/Ost
Lotnisko Wiener Neustadt Ost (Flugplatz Wiener Neustadt Ost) – lotnisko obsługujące Wiener Neustadt w Austrii (Dolna Austria).

## Linie lotnicze i połączenia
| Linia lotnicza | Kierunek          |
| -------------- | ----------------- |
| Goldeckflug    | Sezonowo: 1. Brač |